# ابن سعيد المغربي

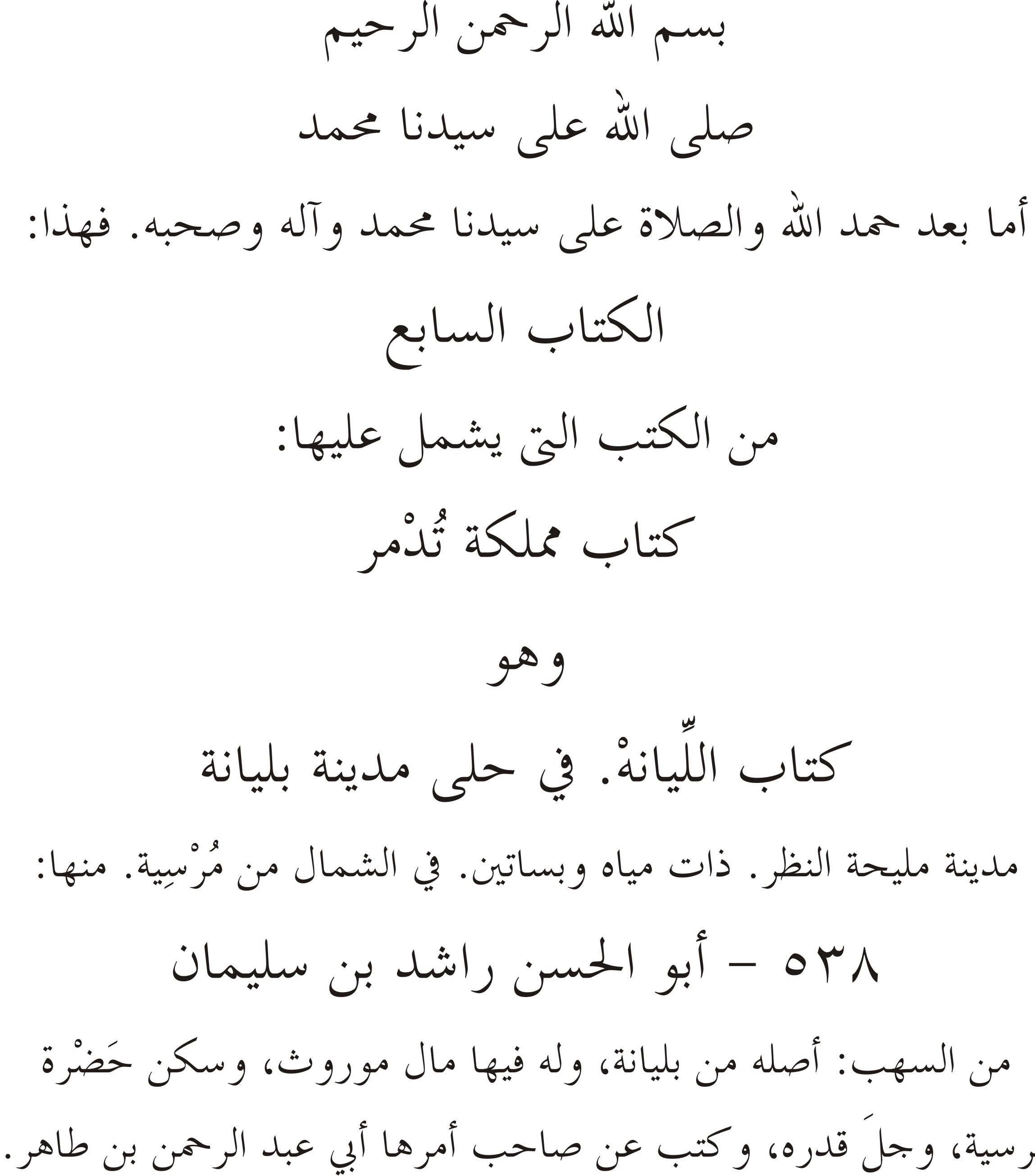
في حلى مدينة بليانة، في
المغرب في حلى المغرب من ابن سعيد. يقول عن أبو الحسن راشد بن سليمان.

نور الدين أبو الحسن علي بن موسى بن محمد بن عبد الملك بن سعيد العنسي (610 هـ-685 هـ) /(1214 - 1286م) المعروف بابن سعيد المغربي هو مؤرخ، وشاعر، وعالم بالأدب، ولد بقلعة يحصب قرب غرناطة، ونشأ واشتهر بها، ثم قام برحلة طويلة إلى المشرق زار بها مصر والعراق والشام، وسكن تونس وتوفي بها، وقيل: في دمشق.وهو من ذرية الصحابي عمار بن ياسر.

## نسبه
- هو: أبو الحسن علي بن أبي عمران موسى بن محمد بن عبد الملك بن سعيد بن خلف بن سعيد بن محمد بن عبد الله بن سعيد بن الحسن بن عثمان بن محمد بن عبد الله بن عمار بن ياسر العنسي.[5]

## مؤلفاته
من مؤلفاته الكثيرة:
- المُغرب في حلي المغرب.
- رايات المبرزين وغايات المميزين
- الغصون اليانعة في محاسن شعراء المئة السابعة.
- الأدب الغض.
- ريحانة الأدب.
- المقتطف من أزاهر الطرف.
- الطالع السعيد في تاريخ بني سعيد، تاريخ بيته وبلده.
- ديوان شعره
- النفحة المسكية في الرحلة المكية
- نشوة الطرب في تاريخ جاهلية العرب
- وصف الكون، في الجغرافيا
- بسط الأرض، في الجغرافيا.
- القدح المعلي، في تراجم بعض شعراء الأندلس.
- عنوان المرقصات و المطربات.